# Вьюнок трёхцветный
Вьюнок трёхцветный (лат. Convolvulus tricolor) — вид травянистых растений рода Вьюнок (Convolvulus) семейства Вьюнковые (Convolvulaceae). Под данным таксономическим названием был описан в 1753 году шведским ботаником Карлом Линнеем в работе Species plantarum.

## Описание
Однолетнее травянистое растение, обычно разветвленное у основания, высотой до 40 см. Стебли и листья покрыты жесткими длинными волосками и короткими прижатыми волосками. Прикорневые листья размером 2,5-4,5 × 0,7-1,4 см, тупые или выемчатые, сужающееся к основанию; стеблевые листья 1,5-4 (-5) × 0,2-1 (-1,8) см, сидячие, продолговатые, обратнояйцевидные. Цветки пазушные, одиночные. Прицветники ланцетные, острые, 2-3 мм, напоминающие верхние листья; цветоносы тонкие, длиной 1-4 см;цветоножки 3-7 мм, схожие по внешнему виду с цветоносами. Чашелистики 5,5-7 × 2,5-3 мм, широко продолговатые, разделенные на две части. Венчик 2-3 (-3,5) см, синего, желтого
или белого цветов. Плод − коробочка. Семена бугорчатые.
Диплоидное число хромосом 2n=26.

## Ареал
Произрастает в странах Средиземноморья (Испания, Франция, Португалия, Италия, Алжир, Ливия, Марокко). Также встречается на территории стран бывшей Югославии